# Verrucositermes
Verrucositermes es un género de termitas  perteneciente a la familia Termitidae que tiene las siguientes especies:

## Especies
1. Verrucositermes hirtus
2. Verrucositermes tuberosus